# Лунка (Борка, Нямц)
Лунка (рум. Lunca) — село у повіті Нямц в Румунії. Входить до складу комуни Борка.
Село розташоване на відстані 310 км на північ від Бухареста, 57 км на північний захід від П'ятра-Нямца, 139 км на захід від Ясс.

## Населення
За даними перепису населення 2002 року у селі проживали 264 особи, усі — румуни. Усі жителі села рідною мовою назвали румунську.